# ان‌جی‌سی ۳۲۲۷
ان‌جی‌سی ۳۲۲۷(به انگلیسی: NGC 3227)یک کهکشان مارپیچی است که با کهکشان بیضوی کوتوله ان‌جی‌سی ۳۲۲۶ برهمکنش می‌کند.